# Équipe d'Autriche de football à la Coupe du monde 1998
Cet article relate le parcours de l’équipe d'Autriche de football lors de la Coupe du monde de football de 1998 organisée en France du 10 juin au 12 juillet 1998. C'est la septième participation du pays dans la compétition.

## Compétition

### Premier tour
|   | Équipe   | Pts | J | G | N | P | Bp | Bc | Diff |
| 1 | Italie   | 7   | 3 | 2 | 1 | 0 | 7  | 3  | +4   |
| 2 | Chili    | 3   | 3 | 0 | 3 | 0 | 4  | 4  | 0    |
| 3 | Autriche | 2   | 3 | 0 | 2 | 1 | 3  | 4  | -1   |
| 4 | Cameroun | 2   | 3 | 0 | 2 | 1 | 2  | 5  | -3   |

| 3  | 11 juin 1998 | Italie   | 2 - 2 | Chili    |
| 4  | 11 juin 1998 | Cameroun | 1 - 1 | Autriche |
| 19 | 17 juin 1998 | Chili    | 1 - 1 | Autriche |
| 20 | 17 juin 1998 | Italie   | 3 - 0 | Cameroun |
| 33 | 23 juin 1998 | Italie   | 2 - 1 | Autriche |
| 34 | 23 juin 1998 | Chili    | 1 - 1 | Cameroun |

#### Cameroun - Autriche
| 11 juin 1998                       | Cameroun   | 1 - 1   | Autriche      | Stade municipal, Toulouse                          |                                                    |
| 21 h 0 · Historique des rencontres | Njanka 77e | (0 - 0) | 90+1e Polster | Spectateurs : 33 500 Arbitrage : Epifanio González | Spectateurs : 33 500 Arbitrage : Epifanio González |
| 21 h 0 · Historique des rencontres | Rapport    |         |               | Spectateurs : 33 500 Arbitrage : Epifanio González | Spectateurs : 33 500 Arbitrage : Epifanio González |

#### Chili - Autriche
| 17 juin 1998                        | Chili     | 1 - 1   | Autriche     | Stade Geoffroy-Guichard, Saint-Étienne             |                                                    |
| 17 h 30 · Historique des rencontres | Salas 70e | (0 - 0) | 90+2e Vastić | Spectateurs : 30 600 Arbitrage : Gamal Al-Ghandour | Spectateurs : 30 600 Arbitrage : Gamal Al-Ghandour |
| 17 h 30 · Historique des rencontres | Rapport   |         |              | Spectateurs : 30 600 Arbitrage : Gamal Al-Ghandour | Spectateurs : 30 600 Arbitrage : Gamal Al-Ghandour |

#### Italie - Autriche
| 23 juin 1998                       | Italie                    | 2 - 1   | Autriche            | Stade de France, Saint-Denis                 |                                              |
| 16 h 0 · Historique des rencontres | Vieri 48e · R. Baggio 90e | (0 - 0) | 90+2e (pen.) Herzog | Spectateurs : 80 000 Arbitrage : Paul Durkin | Spectateurs : 80 000 Arbitrage : Paul Durkin |
| 16 h 0 · Historique des rencontres | Rapport                   |         |                     | Spectateurs : 80 000 Arbitrage : Paul Durkin | Spectateurs : 80 000 Arbitrage : Paul Durkin |